# 2003年世界盃橄欖球賽
2003年橄欖球世界杯是第五屆世界盃橄欖球賽，由英格蘭贏得。最初計劃由澳大利亞和新西蘭共同主辦，但因為新西蘭橄欖球聯盟和世界盃橄欖球賽有限公司之間的地面標誌權合同糾紛，最終所有賽事都轉移到澳大利亞。英格蘭被認定為賽前大熱門的球隊，之前分別打敗了新西蘭、澳大利亞和南非，並贏得2003年六國錦標賽的大滿貫。衛冕冠軍新西蘭，法國，南非和澳大利亞也被有望展現強勁的表現，尤其新西蘭在南半球三國賽中奪冠。